# Rečica Kriška
Rečica Kriška är en ort i Kroatien.   Den ligger i länet Zagrebs län, i den nordöstra delen av landet, 50 km öster om huvudstaden Zagreb. Rečica Kriška ligger 103 meter över havet och antalet invånare är 352.
Terrängen runt Rečica Kriška är huvudsakligen platt, men österut är den kuperad. Runt Rečica Kriška är det ganska glesbefolkat, med 36 invånare per kvadratkilometer. Närmaste större samhälle är Ivanić-Grad, 15,2 km väster om Rečica Kriška. I omgivningarna runt Rečica Kriška växer i huvudsak lövfällande lövskog.